# Bronisław Rakowski
Bronisław Stanisław Rakowski (Szczucin, 20 giugno 1895 – Buenos Aires, 28 dicembre 1950) è stato un generale polacco, particolarmente distintosi nel corso della Campagna d'Italia (1943-1945) come comandante della 2ª Brigata corazzata "Warszawska" in forza al II Corpo polacco del generale Wladyslaw Anders. Decorato con la Croce d'oro dell'Ordine Virtuti militari.

## Biografia

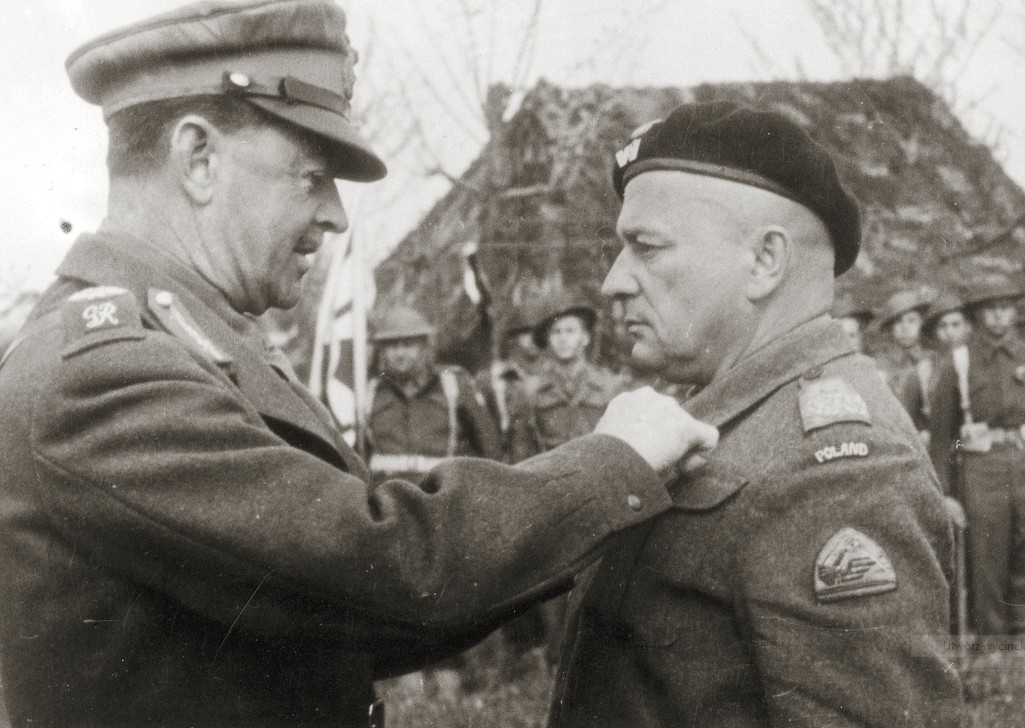
Il generale Harold Alexander decora il generale Bronisław Rakowski. Battaglia di Ancona 1944.

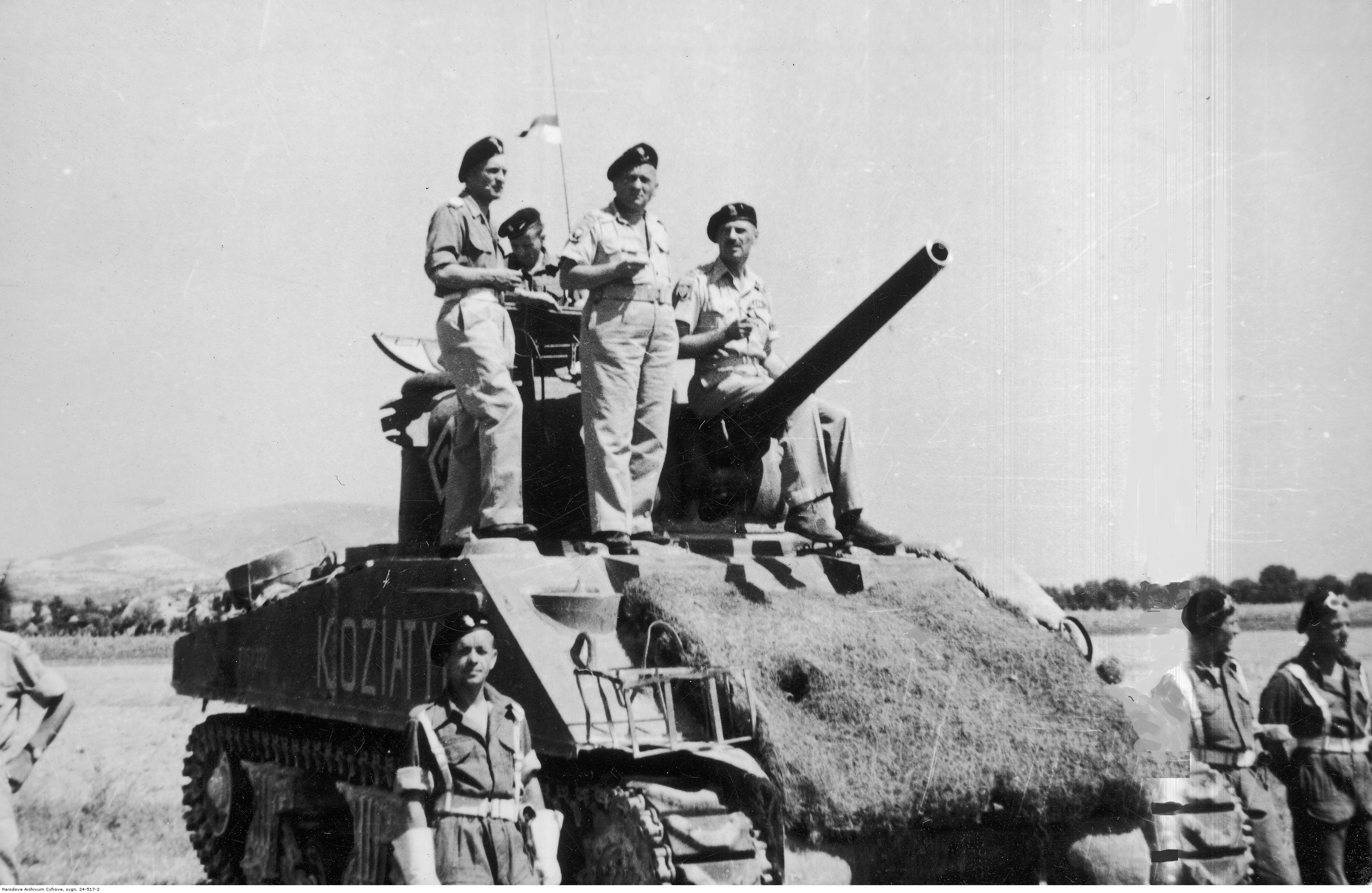
Dopo la battaglia di Bologna, il generale Władysław Anders (primo da destra) accompagnato, tra gli altri, dal generale Bronisław Rakowski (il secondo da sinistra) sulla torretta di un carro armato M4 Sherman.

Nacque a Szczucin il 20 giugno 1895. Nel 1912 superò l'esame di maturità presso la Scuola Superiore "August Witkowski" di Cracovia, e poi studiò presso l'Accademia mineraria di Leoben e fu attivo nell'associazione dei fucilieri.
Tra il 1914 e il 1917 prestò servizio nella 1ª Brigata delle Legioni Polacche, nel 1º Reggimento di fanteria e nel 1° Reggimento Ulani. Dal 5 febbraio al 31 marzo 1917 frequentò il corso per ufficiali di cavalleria presso il 1° Reggimento Ulani a Ostrołęka. Completò il corso con ottimo risultato e raggiunse il grado di wachtmeister. Nel luglio 1917, dopo la crisi del giuramento, fu arruolato nell'Imperiale e regio esercito austro-ungarico e poi internato in Ungheria.
Nel novembre 1918 co-organizzò a Lublino il 3° Reggimento ulani della Slesia. Durante la guerra polacco-ucraina combatté in Galizia e poi prese parte alla guerra sovietico-polacca. Rimase ferito in combattimento due volte.
Nel periodo dal giugno 1919 al novembre 1926 fu comandante di plotone, squadrone e divisione e secondo vice comandante del 7° Reggimento ulani di Lublino. Negli anni 1926-1928 fu studente del Corso Normale presso la Scuola di guerra di Varsavia. Il 31 ottobre 1928, dopo aver completato il corso e ottenuto il diploma di ufficiale di stato maggiore generale, fu assegnato al Centro di addestramento della cavalleria di Grudziądz in qualità di direttore principale dell'addestramento al combattimento. Il 23 dicembre 1929 fu annunciato il suo trasferimento alla Scuola di guerra di Varsavia come docente di tattica di cavalleria.
Dall'agosto 1931 comandò il 12° Reggimento ulani Podolici a Białokrynica. Il 17 dicembre 1933 fu promosso colonnello con anzianità dal 1° gennaio 1934 nel corpo ufficiali di cavalleria. Nel febbraio 1936 fu nominato capo dell'Ufficio storico militare di Varsavia, incarico che mantenne fino al 5 settembre 1939.
Durante la campagna di Polonia nel 1939, fu capo di stato maggiore del fronte meridionale e della difesa di Lviv. Dopo l'Invasione sovietica della Polonia e la capitolazione di Leopoli all'Armata Rossa, riuscì a fuggire. Mentre cercava di attraversare il confine polacco-ungherese nei Carpazi, fu arrestato dall'NKVD e rinchiuso nella prigione della Lubjanka a Mosca fino all'agosto 1941.
Rilasciato in base all'accordo Sikorski-Majskij, dal novembre 1941 al marzo 1942 divenne prima comandante del Centro organizzativo dell'Esercito di Anders in Unione Sovietica, poi comandante dell'8ª Divisione fanteria (PSZ) e da marzo a settembre 1942 del 5ª Divisione fanteria. Nel 1941 fu promosso al grado di generale di brigata. Dal settembre 1942 all'agosto 1943 fu capo di stato maggiore dell'esercito polacco in oriente e poi, fino al gennaio 1945, comandante della 2ª Brigata corazzata "Warszawska", con la quale prese parte alla campagna italiana con il II Corpo polacco.
Nel 1945-1947 comandò la 2ª Divisione corazzata "Warszawska". Dopo la smobilitazione delle truppe polacche emigrò in Argentina. Autore di numerose opere sulla storia e sulla tattica della cavalleria. Morì a Buenos Aires il 28 dicembre 1950 e fu sepolto nel cimitero di Ezpeleta a Quilmes.